# Rdeči Franc
Rdeči Franc je ime, ki so ga znanstveniki nadeli naravni mumiji, ki so jo leta 1900 izkopali v močvirju v bližini nemškega mesta Versen.
Truplo moškega z rdečkasto rjavimi lasmi so odkrili pri rezanju šote, raziskave pa so pokazale, da je truplo v močvirju ležalo že od 2. stoletja. Kasneje so ugotovili tudi, da je nenavadno barvo las povzročila prisotnost huminskih kislin v močvirju.